# 凌必正
凌必正（？年—？年），字貞卿，一字聖功，號求蒙，晚號約菴，苏州府吴县籍太仓州人。明朝政治人物，顧大章女婿，復社成員。

## 生平
崇祯三年（1630年）庚午科舉人，崇禎四年（1631年）联捷辛未科进士。工部观政，初授刑部河南司主事，崇禎七年升员外郎，八年升建昌府知府，十年考察，降补真定府同知，崇禎十一年升桂林府知府，崇禎十三年升广西按察司副使。崇禎十七年（1644年）明亡归里，与華乾龍、陈瑚讲学论古，终老其身。為復社成員。
清朝顺治年间，州守白登明推举他为乡饮宾。

## 著作

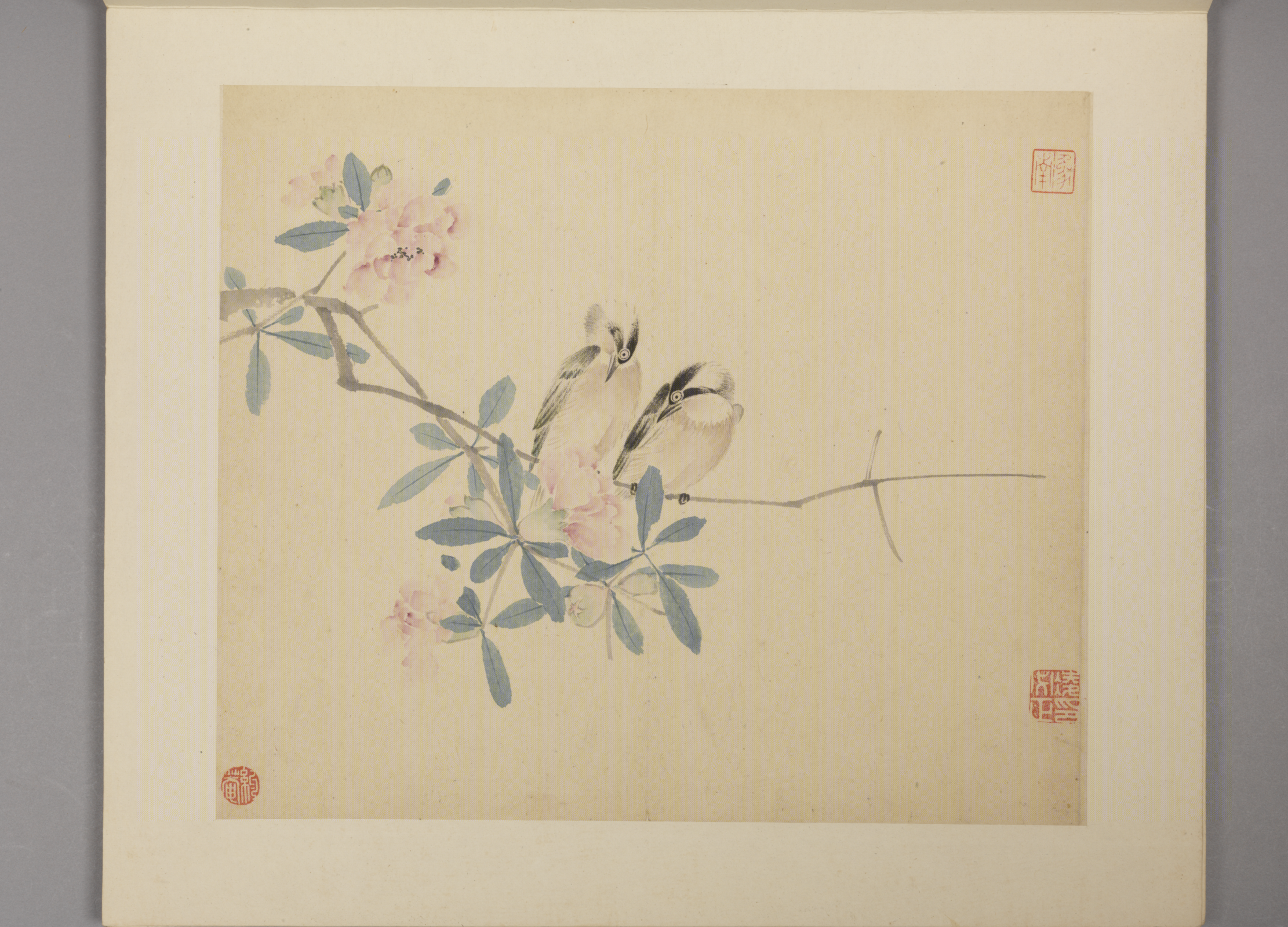
凌必正绘花鸟图（北京故宫博物院藏）

凌必正性格耿介，善作文章，工于楷书，又是著名的画家，擅于山水画，敷色雅丽。所作花鸟画亦比时人为优。传世作品有《碧桃春鸟图》《梅根野雉图》《孔雀牡丹图》。

## 家族
祖父凌雲翼，兵部尚書。娶顧大章第三女。